# Francisco Javier Fernández
Francisco Javier Fernández Peláez, detto Paquillo (Guadix, 6 marzo 1977), è un marciatore spagnolo, specializzato nella 20 km.

## Carriera

### Doping
Il 25 novembre 2009 la polizia spagnola, nell'ambito di un'operazione che ha portato all'arresto di undici persone, rinviene delle sostanze dopanti nella sua abitazione, ma l'atleta evita l'arresto in quanto non viene sospettato anche del loro commercio.
Il 10 febbraio 2010 ammette, attraverso una mail inviata alla federazione spagnola di atletica leggera spagnola, di essere entrato in possesso di sostanze dopanti, senza però averne fatto uso. Il giorno successivo viene poi sospeso dalla stessa federazione.

## Palmarès
| Anno | Manifestazione          | Sede     | Evento         | Risultato | Prestazione | Note                  |
| ---- | ----------------------- | -------- | -------------- | --------- | ----------- | --------------------- |
| 1996 | Mondiali juniores       | Sydney   | Marcia 10000 m | Oro       | 40'38"25"   |                       |
| 1997 | Europei under 23        | Turku    | Marcia 20 km   | Argento   | 1h21'59"    |                       |
| 1998 | Europei                 | Budapest | Marcia 20 km   | Bronzo    | 1h21'39"    |                       |
| 1999 | Mondiali                | Siviglia | Marcia 20 km   | 15º       | 1h27'23"    |                       |
| 2000 | Giochi olimpici         | Sydney   | Marcia 20 km   | 7º        | 1h21'01"    |                       |
| 2001 | Mondiali                | Edmonton | Marcia 20 km   | dnf       | dnf         |                       |
| 2002 | Europei                 | Monaco   | Marcia 20 km   | Oro       | 1h18'37"    | Record dei campionati |
| 2003 | Mondiali                | Parigi   | Marcia 20 km   | Argento   | 1h18'00"    |                       |
| 2004 | Giochi olimpici         | Atene    | Marcia 20 km   | Argento   | 1h19'45"    |                       |
| 2005 | Mondiali                | Helsinki | Marcia 20 km   | Argento   | 1h19'36"    |                       |
| 2005 | Giochi del Mediterraneo | Almería  | Marcia 20 km   | Oro       | 1h22'45"    |                       |
| 2006 | Europei                 | Göteborg | Marcia 20 km   | Oro       | 1h19'09"    |                       |
| 2007 | Mondiali                | Osaka    | Marcia 20 km   | Argento   | 1h22'40"    |                       |
| 2008 | Giochi olimpici         | Pechino  | Marcia 20 km   | 7º        | 1h20'32"    |                       |
| 2009 | Mondiali                | Berlino  | Marcia 20 km   | dnf       | dnf         |                       |
| 2011 | Mondiali                | Taegu    | Marcia 20 km   | dq        | dq          |                       |